# Perisama lebasii
Perisama lebasii är en fjärilsart som beskrevs av Guérin-meneville 1844. Perisama lebasii ingår i släktet Perisama och familjen praktfjärilar. Inga underarter finns listade i Catalogue of Life.

## Bildgalleri

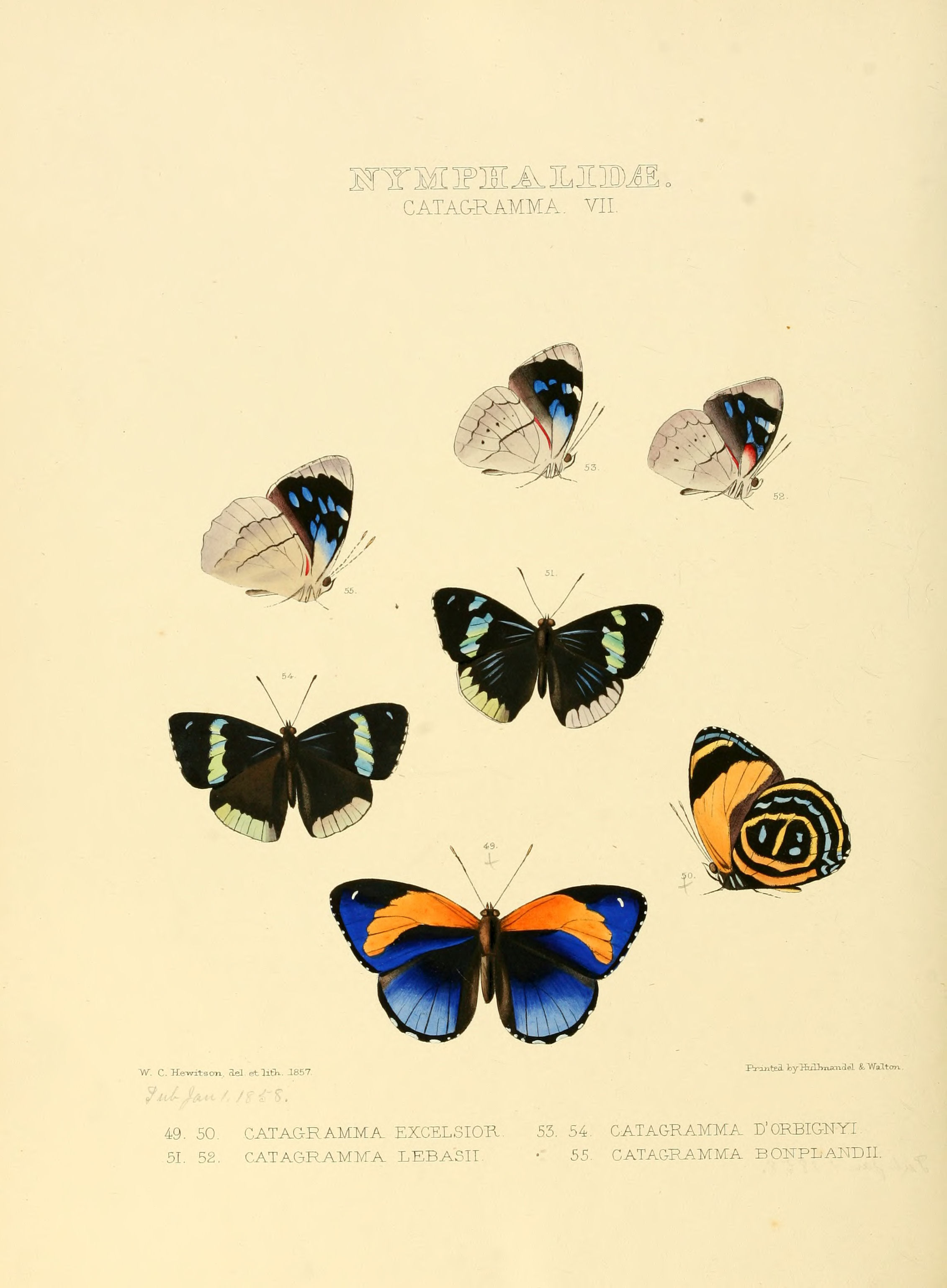